# Цеции
Цециите (gens Caecia) са фамилия от Древен Рим.
Известни членове от фамилията:
- Гай Цеций, приятел на младия Публий Корнелий Лентул Спинтер, споменаван от Цицерон през 49 пр.н.е.[1]